# Aurora Mardiganian

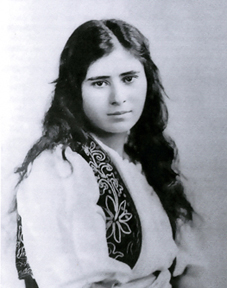
Aurora Mardiganian in 1919

Aurora Mardiganian (Armeens: Աուրորա Մարտիկանեան) (Çemişgezek, 12 januari 1901 - Los Angeles, 6 februari 1994) was een overlevende van de Armeense genocide. Over haar ervaringen verscheen in 1918 een boek; ze vertolkte zelf de hoofdrol in de stomme film die hierop gebaseerd was.

## Jeugdjaren
Mardiganian werd in 1901 als Arshaluys Mardigian geboren in Çemişgezek, in het huidige Turkije. Ze groeide er op in een gegoed christelijk Armeens gezin met acht kinderen. Nadat haar vader en broer in het voorjaar van 1915 gevangen genomen waren en omgekomen waren in een brand, vertrokken Mardiganian en de rest van haar familie gedwongen op dodenmars naar de Syrische Woestijn. Het was het begin van een jarenlange lijdensweg: zij werd verkocht, mishandeld en verkracht en zag haar familieleden een voor een sterven. Uiteindelijk slaagde ze erin te ontsnappen en bereikte ze na een lange voettocht Erzurum, een stad die op dat ogenblik in Russische handen was. Hier werd zij opgevangen door Amerikaanse missionarissen. Met behulp van het American Committee for Armenian and Syrian Relief bereikte ze via Petrograd uiteindelijk New York.

## Publicatie vanRavished Armeniaen vertolking inAuction of Souls
Mardiganian wou de aandacht vestigen op het drama dat zich afspeelde in het Ottomaanse Rijk. Na haar aankomst in Amerika gaf zij dan ook meerdere interviews en vertelde zij haar verhaal in verschillende Amerikaanse kranten en tijdschriften. Kort nadien benaderde de scenarist Harvey Gates haar met de vraag om samen een boek te schrijven over haar ervaringen. Ravished Armenia: The Story of Aurora Mardiganian, the Christian Girl Who Lived Through the Great Massacres verscheen in december 1918 en werd al snel een internationale bestseller, met verschillende herdrukken tot gevolg. Het boek werd vertaald in o.a. het Pools, Spaans en Nederlands.
Op basis van het boek schreef Gates een filmscenario. Op zijn aandringen veranderde Mardiganian haar naam en ondertekende zij een contract om te verschijnen in een film. Toen zij dit contract ondertekende, was Mardiganian ervan overtuigd dat ze zou poseren voor een foto, niet dat zij een rol zou spelen in een film. De opnames waren een bijzonder traumatische ervaring voor haar. Ze raakte ook fysiek gewond op de set, maar werd gedwongen verder te werken.
Auction of Souls, geregisseerd door Oscar Apfel, ging op 16 februari 1919 in première in het Plaza Hotel in New York. De film was een succes en bracht ongeveer 20 tot 30 miljoen dollar op. De opbrengst werd door het American Committee for Armenian and Syrian Relief gebruikt om de noden van Armeense wezen te lenigen.
De originele film had een lengte van ca. 85 minuten. Slechts een twintigtal minuten van de film zijn overgebleven. Deze maken deel uit van de collectie van het Armenian Genocide Museum-Institute.
Tijdens de promotietournee voor de film, kreeg Mardiganian een inzinking. Ze verbleef een tijdlang in een klooster om te herstellen. In tussentijd werden verschillende meisjes ingehuurd om tijdens de promotietour Mardiganian te "spelen". Mardiganian was hiermee niet opgezet en dreigde met zelfmoord.

## Verder leven en overlijden
Tijdens een vertoning van de film Auction of Souls in 1920 viel Mardiganian flauw. Het was meteen ook de laatste keer dat zij een acte de présence gaf. In 1929 trad zij in het huwelijk met een Armeense immigrant, Martin Hoveian, met wie zij in 1931 een zoon kreeg. Na het overlijden van haar echtgenoot, verloor zij het contact met haar zoon. Mardiganian overleed in 1994 op 92-jarige leeftijd en werd begraven in een niet-gemarkeerd graf.